# Mercy Oketch
Mercy Adongo Oketch (* 30. Juli 2002) ist eine kenianische Leichtathletin, die sich auf den Sprint spezialisiert hat.

## Sportliche Laufbahn
Erste internationale Erfahrungen sammelte Mercy Oketch im Jahr 2023, als sie mit der kenianischen Mixed-Staffel über 4-mal 400 Meter bei den Weltmeisterschaften in Budapest mit 3:15,47 min im Vorlauf ausschied.

## Persönliche Bestzeiten
- 400 Meter: 52,22 s, 7. Juli 2023 in Nairobi